# Otterøya
Otterøya o Otrøyna es una isla deshabitada del municipio de Bømlo en la provincia de Hordaland, Noruega. Se ubica en el Bømlafjorden, al sudeste de las islas de Føyno, Nautøya y Spyssøya. La parte sur es una reserva natural. El túnel Bømlafjord pasa por debajo de la isla.